# GPS-vezérelt oszcillátor
GPS-vezérelt oszcillátor (GPSDO= GPS disciplined oscillator) egy GPS-vevő és egy jó minőségű, nagystabilitású oszcillátor kombinációja. Az oszcillátor kimenetén megjelenő frekvenciát a GPS műholdról vett órajel szinkronizálja. A GPSDO nanoszekundum pontosságú, és pontos időzítési alkalmazásoknál használható.
A GPSDO a kimenetén az egyezményes koordinált világidő (UTC) órajelét adja. Az UTC-t a Nemzetközi Súly- és Mértékügyi Hivatal ellenőrzi, melynek központja Párizsban van. A GPSDO-t használják a mobil kommunikációt ellátó bázisállomásoknál is, valamint laboratóriumokban, ahol nem atomóra működik.

## Működése

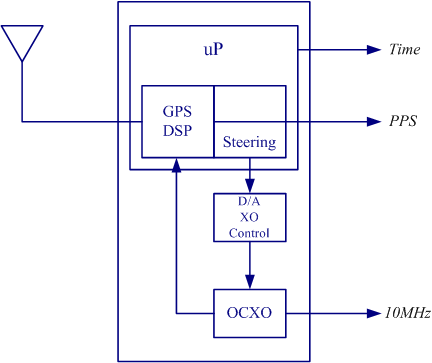
A GPSDO működési vázlata

A GPS jelet egy fáziszárt hurok segítségével szinkronizálják. A hurokszűrőt itt egy mikroprocesszor helyettesíti, melyben a beégetett szoftver (firmware) kompenzálja a helyi oszcillátor fázis- és frekvencia-változásait, és egyéb paramétereket is figyel és kompenzál (öregedés, hőmérséklet-változás, stb.) 
A GPS-vezérelt oszcillátorok hosszúidejű stabilitása kiváló (lásd Allan-féle eltérés). A rövididejű stabilitást befolyásolják a légköri változások és egyéb tényezők. A kristálykályha-stabilizált oszcillátorok (OCXO) rövididejű stabilitása jobb, de érzékenyebbek az öregedésre és más hosszúidejű hatásokra. Amikor a GPS jel valami ok miatt kimarad, akkor az oszcillátor úgy működik, mint egy tartalék tápegységgel működő jelgenerátor, és tartja az időzítést. Szoftver biztosítja, hogy az esetleges GPS kimaradás, az öregedés hatása és egyéb stabilitást veszélyeztető hatás kompenzálódjon.